# Theodor Kliefoth
Theodor Friedrich Dethlof Kliefoth (ur. 18 stycznia 1810 w Körchowiw, zm. 26 stycznia 1895 w Schwerinie) – niemiecki duchowny i teolog luterański, działacz kościelny.

## Życiorys
Theodor Kliefoth uczył się w gimnazjum w Schwerinie, a następnie studiował na Uniwersytecie w Berlinie i Uniwersytecie w Rostocku. W 1833 został nauczycielem księcia Wilhelma z Meklemburgii-Schwerin, a w 1837 roku jako nauczyciel towarzyszył w Dreźnie wielkiemu księciu Fryderykowi Franciszkowi. W 1840 roku został pastorem w Ludwiglust, a w 1844 roku został superintendentem Schwerinu. Od 1835 roku odgrywał istotną rolę w sprawach kościelnych i teologicznych swojego kraju. W związku ze zniesieniem starej konstytucji stanowej w 1848 roku i ustanowieniem rządów parlamentarnych, podległość Kościoła państwu stała się niemożliwa. W 1850 roku powstał najwyższy sąd kościelny z Kliefothem jako głównym radcą kościelnym. W 1886 Kliefoth został jego przewodniczącym. W latach 1850–1870 Kliefoth był zaangażowany w reformę kościelną, która miała na celu przywrócenie luterańskiego charakteru Kościoła. Wydział teologii w Rostocku został zreorganizowany w duchu czysto luterańskim, wskrzeszona została instytucja wizytacji parafii przez superintendentów, zniesione zostały nadużycia w kwestii nabożeństw i administrowania sprawami kościelnymi, a myśl racjonalistyczna została usunięta z ambony. Nowe agendy liturgiczne opierały się na starym porządku kościelnym, przywrócono stare pieśni luterańskie.
Kliefoth przedstawił swoje poglądy na temat koncepcji Kościoła w Acht Bücher von der Kirche (tom I, Schwerin, 1854). Pierwsze cztery tomy traktują o królestwie Bożym jako źródle Kościoła, środkach łaski, zborze i nabożeństwie, porządku i zarządzaniu kościelnym. Cztery następne tomy nigdy się nie pojawiły. Koncepcja Kliefotha opierała się na starym porządku Kościoła luterańskiego. Sprzeciwiał się ścisłemu wiązaniu granic kościelnych z granicami państwowymi, kolegialnemu zarządzaniu Kościołem wywodzącemu z Kościoła reformowanego, które jego zdaniem obniżało autorytet duchownych, unii kościelnej jako zagrażającej luterańskiej tożsamości i wiązaniu Kościoła z polityką, które objawiało się w tendencji do ustanowienia Kościoła narodowego. Z jednej strony opowiadał się za przywróceniem czysto luterańskich Kościołów krajowych, z drugiej chciał wzmocnienia luteranizmu przez zawiązanie ściślejszej unii. Reprezentował władze Kościoła Meklemburgii na konferencji w Eisenach w 1852. W 1868 był współzałożycielem  Allgemeine evangelisch-lutherische Konferenz. 
Kliefoth był jednym z najbardziej istotnych działaczy kościelnych swoich czasów. Liberałowie widzieli w nim niebezpiecznego reakcjonistę, zwolennicy unii nie znosili jego ścisłego luteranizmu, pietystyczni subiektywiści byli dotknięci podkreślaniem przez niego wspólnotowego charakteru Kościoła, krytykowano go również za poparcie hierarchicznego modelu zarządzania kościelnego.

## Wybrane dzieła
- Einleitung in die Dogmengeschichte (Ludwigslust, 1839)
- Theorie des Kultus der evangelischen Kirche (1844)
- Die ursprüngliche Gottesdienst-ordnung in den deutschen Kirchen lutherischen Bekenntnisses (Rostock, 1847)
- Liturgische Abhandlungen (8 tomów, Schwerin, 1854–1861)
- Verhältnis der Landesherren als Inhaber der Kirchengewalt zu ihren Kirchenbehörden (Schwerin, 1861)
- Der preussische Staat und die Kirchen (1873)
- Christliche Eschatologie (Leipzig, 1886)